# Jacob Smith Jarmann

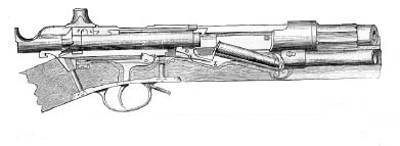
Jarmann M/1884

Jacob Smith Jarmann, född 30 maj 1816 i Nord-Fron, död 29 mars 1894 i Kristiania, var en norsk ingenjör och gevärskonstruktör.
Jarmann tog 1840 officersexamen som privatist, men fick inte fast anställning, varför han beslutade sig för att inrikta sig på det mekaniska området, trots att Norge då varken hade tekniska undervisningsanstalter eller mekaniska verkstäder. För sin teoretiska utbildning var han hänvisad till självstudier och för den praktiska till att ta anställning som maskinist ombord på statens ångfartyg.
Efter sin sista sjöresa som förste maskinist med ångkorvetten "Nidaros" till Medelhavet 1852–53 anlade Jarmann i Kristiania tillsammans med Prosper Nørbech en liten mekanisk verkstad med ett hyvleri för maskinell förädling av trälast (1855). År 1857 övergick denna verkstad till aktiebolaget Nylands mekaniske verksted, vars föreståndare Jarmann och Nørbech var intill 1878, då verkstaden övertogs av ett nytt bolag.
Från 1867 till sin död var han ledamot av den kungliga besiktningskommissionen för passagerarångfartyg. Han inlade även förtjänst om de första planerna (1874–75) till Nordbanen (en del av nuvarande Gjøvikbanen). Mest känd inom och utanför Norge blev han, då han från 1877 på allvar återupptog sin tidiga ungdoms försök (från 1838) till konstruktion av ett nytt enkelladdningsgevär och senare konstruktionen av Jarmanns 10,15 mm repetergevär, vilket efter en rad provskjutningar av den svensk-norska unionens gevärskommission föreslogs till beväpning av unionsarméerna och därefter genom kunglig resolution av den 28 mars 1887 påbjöds till beväpning av det norska infanteriet (senare ersatt av Krag-Jørgensens gevär).